# Aïn Tesra
Aïn Tesra (în arabă عين تسرة) este o comună din provincia Bordj-Bou-Arreridj, Algeria.
Populația comunei este de 9.570 de locuitori (2008).